# بقية حبشية
بقية حبشية (الاسم العلمي: Coreopsis abyssinica) هو نوع نباتي يتبع جنس البقية من فصيلة النجمية.